# Sule Skerry Lighthouse
Das Sule Skerry Lighthouse, deutsch Sule-Skerry-Leuchtturm, ist ein Leuchtturm auf der schottischen Orkneyinsel Sule Skerry. 1971 wurde der Leuchtturm in die schottischen Denkmallisten in der höchsten Kategorie A aufgenommen.

## Geschichte
Der Sule-Skerry-Leuchtturm wurde zwischen 1892 und 1894 errichtet. Als Ingenieure waren die Brüder Charles Alexander und David Alan Stevenson mit der Planung und Durchführung der Arbeiten betraut. Die verhältnismäßig lange Bauzeit ist auf die ungünstigen Witterungsbedingungen zurückzuführen, welche Konstruktionsarbeiten nur während der Sommermonate zuließ. Nachdem der Turm 1893 fertiggestellt wurde, konnte 1894 der Innenausbau vorangetrieben werden. Der Aufbau der optischen Einrichtungen erfolgte wie auch die Inbetriebnahme im Jahre 1895. Es wurde eine von Charles Stevenson entwickelte Prismenkonstruktion verbaut, die weniger Lichtverluste und Streuung versprach. Tatsächlich wurde das Lichtsignal an Cape Wrath in 57 km Entfernung beobachtet.
1929 wurden Sule Skerry und Kinnaird Head als erste schottische Leuchttürme mit Funkbaken bestückt. Signale wurden halbstündlich beziehungsweise bei ungünstigem Wetter kontinuierlich ausgesandt. Am 5. Februar 1942 sah sich der Leuchtturm einem Luftangriff ausgesetzt. Die drei abgeworfenen Bomben explodierten nahe dem Turm, richteten jedoch nur geringen Schaden an. 1944 explodierte eine angeschwemmte Seemine. Nachdem die Versorgung der Leuchtturmwärter per Schiff in den rauen Gewässern oftmals ein Problem darstellte, übernahm ein Hubschrauber diese Aufgabe ab 1973. Im Dezember 1982 wurde der Leuchtturm schließlich automatisiert.

## Beschreibung
Bei dem Sule-Skerry-Leuchtturm handelt es sich um den am weitesten vom Festland entfernten Leuchtturm Großbritanniens. Er liegt auf der kleinen Insel Sule Skerry jeweils rund 55 km westlich von Mainland, Orkney und nördlich von Dunnet Head. Der fünfstöckige, runde Turm ragt 27 m in die Höhe. Er besitzt eine außergewöhnlich weite Laterne (4,9 m anstatt der üblichen 3,7 m), was Stevensons Prismenoptik geschuldet ist. Das Mauerwerk besteht aus Backstein und ist außen gestrichen. Die Eingangstüre befindet sich im ersten Obergeschoss; darüber ist ein Fenster je Stockwerk verbaut.